# Colette Wickenhagen
Colette Wickenhagen (Nijmegen, 26 mei 1959) is een Nederlandse jazz-zangeres.

## Carrière
Wickenhagen begon op zesjarige leeftijd met zang en dans. Tijdens haar jeugd werd ze geïnspireerd door muziek van onder andere Ella Fitzgerald, Sarah Vaughn, Ben Webster en Miles Davis. Ze studeerde onder andere aan het Dansconservatorium in Den Haag, de Arts Educational School in Londen en de Kleinkunstacademie in Amsterdam. Door een chronische beenblessure besloot ze om zich te concentreren op zingen.
Wickenhagen werkte enige tijd bij het dansgezelschap Intro Dans en had enkele rollen als actrice (o.a. een rol in de televisiefilm: 'De Weg Naar Peruwelz' in 1983).
Ze gaf danslessen in Nijmegen, Arnhem en later musical lessen in Nijmegen en Harderwijk.
Vervolgens specialiseert ze zich als vocaliste en werkt met onder meer Rob Agerbeek, Rob van Kreeveld, Cees Slinger, John Engels, Frits Landesbergen, Ferdinand Povel, Clous van Mechelen, Saskia Laroo, Harry Verbeke en Claudio Roditi.
Ze trad op in onder meer Duitsland, België, Frankrijk, Spanje, Bahrein, Kenia en Rusland.
Daarnaast staan haar nummers op 12 verzamel-cd's in Singapore, Maleisië en Hong Kong.

## Opleidingen
- 1971-1972 Koninklijk Conservatorium: Den Haag
- 1972-1976 Arts Educational School: Londen
- 1976-1980 Nel Roos Academie en de Kleinkunst Academie: Amsterdam

## Discografie
- 1994: The Kick of the Blues (Eigen beheer) met Jan Verwey, Ton van de Geijn, Ludo Doomernik, Wiro Mahieu, Pieter Bast.
- 1994: Retrospective (De Lindenberg – LIN 9402) met de Bigband Nijmegen o.l.v. Ludo Doomernik
- 2000: Swing Time! met Ger Klockenbrink, Wim van Hoorn, Wilbert de Gooijer, Robin Jonckheer.
- 2001 Summer Sessions met Madeline Bell, Deborah Carter, Joke Bruys, Edwin Rutten, Rob van Kreeveld, Jan Verwey, Bobby Johnson, Edwin Corzilius, Frits Landesbergen, Jeroen de Rijk, Julia Purimahuwa, Leonardo Amuedo.
- 2002: Harry Verbeke, A Living Ledgend met Cajan Witmer, Nick van den Bos, George van Deijl, Menno Veenendaal, Nathalie Mascle.
- 2003: Songs for Sale (BMCD 341 - Munich Records) met Clous van Mechelen, Nick van den Bos, George van Deijl, Menno Veenendaal.
- 2009: Just Friends Jammin'  (CG 552 - CoGer) met Clous van Mechelen, Saskia Laroo, Rinus Groeneveld, Frits Kaatee, Michael Gustorff, Hans Kwakkernaat, Wiro Mahieu, Ben Schröder.

## Prijzen
- 1990: Winnares Polaroid Award & Solistenprijs
- 1992: Winnares Breukelen Jazz Award

- MusicBrainz: c5ed545f-3b08-4bda-8a48-5d3481bc2040